# Naejangsan-Nationalpark
Der Naejangsan-Nationalpark (koreanisch 내장산국립공원) ist einer von 22 Nationalparks in Südkorea. Er wurde 1971 als achter Nationalpark im Südwesten des Landes eingerichtet.

## Namensherkunft
Ursprünglich hatte der Park seinen Namen von dem Tempel Yeongeunsan (영은산) bekommen, wurde aber später nach dem gleichnamigen Berg in Naejangsan umbenannt, was in der Wortzusammensetzung aus „nae“ (내) für in sich, „jang“ (장) für verborgen und „san“ (산) für Berg, soviel bedeuten würde wie, ein „in sich verschlossener Berg“.

## Geographie
Der Naejangsan-Nationalpark befindet sich rund 8 km südsüdöstlich von Jeongeup (정읍시) und östlich des Landkreises Gochang (고창군), zu Teilen in der Provinz Jeollabuk-do (전라북도) und Jeollanam-do (전라남도). Der Nationalpark befindet sich lediglich 30 km nördlich von Gwangju (광주광역시), der Großstadt und Verwaltungssitz der Provinz Jeollanam-do, und liegt damit in Reichweite der Metropole des Südwestens.
Der Nationalpark besitzt eine Größe von 81,715 km² und kommt in seiner Südwest-Nordost-Ausdehnung auf 12 km. An seiner breitesten Stelle misst er 9,6 km. Die Berglandschaft des Parks kommt insgesamt nicht über eine Höhe von 763 m hinaus. Die höchste Erhebung des Parks stellt der Naejangsan (내장산) dar, der als Namensgeber des Nationalparks gilt. Weitere bedeutende Berge des Parks sind, der Baekamsan (백암산) mit einer Höhe von 741 m, der Gainbong (가인봉) mit einer Höhe von 677 m und der Ibamsan (입암산), der eine Höhe von 626 m aufweist.
Im Norden des Parks befindet sich ein rund 1100 m mal 930 m großer Stausee, der aber nicht zur Stromerzeugung genutzt wird. Er ist neben fünf weiteren kleineren Seen der größte See im Park. An seiner Südseite des Parks befindet sich der rund 8,2 km lange Stausee Jangseongho (장성호), der aber nicht mehr zum Parkgelände gehört.

## Geschichte
Der Naejangsan-Nationalpark wurde am 17. November 1971 als Nationalpark ausgewiesen und am 5. August 1987 erfolgte die Eröffnung der beiden Büros Nord und Süd, über die der Park verwaltet werden sollte. Die beiden Büros wurden in den Jahren 2006 und 2007 umbenannt und nennen sich heute Naejangsan National Park Baekam Office.

## Flora und Fauna
In dem Park befinden sich 919 verschiedene Pflanzenarten, wovon einige unter Naturschutz stehen. Einige Bäume von Besonderheit werden als Muskelbaum, Fremde Eiche, Mongolische Eiche und Hundewald bezeichnet. Des Weiteren konnten über 1880 unterschiedliche Tierarten lokalisiert werden, wovon 12 vom Aussterben bedroht sind.

## Sehenswürdigkeiten
Zwei Tempelanlagen befinden sich in dem Areal des Naejangsan-Nationalparks, der Baekyangsa Tempel (백양사), der an dem Berghang des Baekamsan im Süden des Parks zu finden ist und der Naejangsa Tempel (내장산), der sich rund 1,5 km nordöstlich des Berges Naejangsa in einem Tal befindet.